# Ciobanu
Ciobanu is een Roemeense gemeente in het district Constanța.
Ciobanu telt 3479 inwoners.